# 鹤游镇
鹤游镇，是中华人民共和国重庆市垫江县下辖的一个乡镇级行政单位。

## 行政区划
鹤游镇下辖以下地区：
石鼓社区、金钱村、群丰村、水井村、团结村、分州村、高桥村和长坡村。